# سعيد المولد
سعيد المولد مواليد 9 مارس 1991، هو لاعب كرة قدم سعودي يلعب حالياً في نادي الوحدة.

## المسيرة الاحترافية
كان يلعب لنادي الأهلي وانتقل لنادي الإتحاد ولكنه يرفض اللعب للنادي الأخير. انتقل في يوليو عام 2014 إلى نادي فارنزي البرتغالي في عقد احترافي لمدة موسم واحد.

## إنجازاته

### مع الأهلي
- كأس الأمير فيصل بن فهد 2012م.
- كأس الأمير فيصل بن فهد 2013م.
- كأس ولي العهد 2015م.

بعد عودته من البرتغال وقع مع نادي الرائد ولعب معهم فترة بسيطة وبعدها عاد إلى الأهلي وانتقل في عام 2021 إلى نادي الاتفاق.

## روابط خارجية
- سعيد المولد على موقع قاعدة بيانات كرة القدم.إي يو (الإنجليزية)
- سعيد المولد على موقع ناشيونال فوتبول تيمز (الإنجليزية)
- سعيد المولد على موقع Soccerway.com (الإنجليزية)
- سعيد المولد على موقع كووورة